# Marek Wesoły
Marek Wesoły (Gostyń, 4 januari 1978) is een Pools voormalig wielrenner.

## Belangrijkste overwinningen
2003
- 6e etappe Koers van de Olympische Solidariteit

2004
- Pools kampioen op de weg, Elite

2006
- 3e etappe Ronde van Mazovië

2007
- 4e etappe Bałtyk-Karkonosze-Tour
- 1e etappe Ronde van Mazovië
- 2e etappe deel B Ronde van Mazovië
- 4e etappe Ronde van Mazovië
- Eindklassement Ronde van Mazovië

2008
- 2e etappe Ronde van Taiwan
- 8e etappe Ronde van Taiwan
- 1e etappe Bałtyk-Karkonosze-Tour
- 3e etappe Koers van de Olympische Solidariteit
- 5e etappe Koers van de Olympische Solidariteit